# Filippo Missori
Filippo Missori (Roma, 24 marzo 2004) è un calciatore italiano, difensore del Sassuolo.

## Carriera

### Club

#### Roma
Dopo aver trascorso un certo periodo tra le giovanili della Romulea, nel 2013 viene prelevato dal settore giovanile della Roma. Dopo aver vinto lo scudetto sia con la formazione Under-15 che con quella Under-17, il 24 ottobre 2021 ha avuto l'opportunità di esordire in prima squadra in una gara contro il Napoli assieme al suo compagno Felix Afena-Gyan.
Un mese dopo, il 25 novembre, ha debuttato ufficialmente in una competizione europea negli ultimi dieci minuti di una gara vinta per 4-0 in casa contro lo Zorya Luhans'k, valida per la UEFA Conference League. In questo modo è diventato il primo giocatore nato nel 2004 a giocare per la Roma in una competizione UEFA. Il 10 luglio 2022 ha rinnovato il proprio contratto fino al 2026.
Durante la stagione 2022-2023 Missori ha fatto parte della squadra Primavera che è riuscita a conquistare la Coppa Italia di categoria. Il 6 maggio 2023 ha debuttato in Serie A per quella stagione in una gara casalinga persa per 2-0 contro l'Inter.

#### Sassuolo
Il 29 giugno 2023 è stato ceduto definitivamente al Sassuolo assieme al suo compagno Cristian Volpato per una cifra di circa 10 milioni di euro con una clausola di rivendita del 15% a favore dei giallorossi. Ha debuttato con i neroverdi il 20 agosto seguente in una gara persa per 2-0 in casa contro l'Atalanta. Termina la stagione totalizzando 11 presenze, con la propria squadra retrocessa in Serie B dopo 11 anni.
Il 24 agosto 2024 debutta in Serie B nella partita casalinga vinta 2-1 contro il Cesena.  Conclude la stagione con la vittoria del campionato e la conseguente promozione in Serie A. 

### Nazionale
Nel 2021 Missori è divenuto capitano della nazionale Under-18. Con quest'ultima è partito per i Giochi del Mediterraneo ad Orano, in Algeria, con gli Azzurrini che verranno sconfitti in finale dalla Francia per 1-0. Nel dicembre 2022 è stato convocato in un ritiro della nazionale maggiore guidato da Roberto Mancini rivolto ai talenti nazionali più promettenti. Nel giugno del 2023 è stato convocato dalla Nazionale Under-19 per l'Europeo Under-19 2022, vinto poi dagli Azzurrini in finale contro il Portogallo.

## Statistiche

### Presenze e reti nei club
Statistiche aggiornate al 13 maggio 2025.
| Stagione        | Squadra         | Campionato      | Campionato | Campionato | Coppe nazionali | Coppe nazionali | Coppe nazionali | Coppe continentali | Coppe continentali | Coppe continentali | Altre coppe | Altre coppe | Altre coppe | Totale | Totale |
| Stagione        | Squadra         | Comp            | Pres       | Reti       | Comp            | Pres            | Reti            | Comp               | Pres               | Reti               | Comp        | Pres        | Reti        | Pres   | Reti   |
| --------------- | --------------- | --------------- | ---------- | ---------- | --------------- | --------------- | --------------- | ------------------ | ------------------ | ------------------ | ----------- | ----------- | ----------- | ------ | ------ |
| 2021-2022       | Roma            | A               | 0          | 0          | CI              | 0               | 0               | UECL               | 1                  | 0                  |             | -           | -           | 1      | 0      |
| 2022-2023       | Roma            | A               | 3          | 0          | CI              | 0               | 0               | UEL                | 0                  | 0                  |             | -           | -           | 3      | 0      |
| Totale Roma     | Totale Roma     | Totale Roma     | 3          | 0          |                 | 0               | 0               |                    | 1                  | 0                  |             | -           | -           | 4      | 0      |
| 2023-2024       | Sassuolo        | A               | 8          | 0          | CI              | 3               | 0               | -                  | -                  | -                  | -           | -           | -           | 11     | 0      |
| 2024-2025       | Sassuolo        | B               | 4          | 0          | CI              | 1               | 0               | -                  | -                  | -                  | -           | -           | -           | 5      | 0      |
| Totale Sassuolo | Totale Sassuolo | Totale Sassuolo | 12         | 0          |                 | 4               | 0               |                    | -                  | -                  |             | -           | -           | 16     | 0      |
| Totale carriera | Totale carriera | Totale carriera | 15         | 0          |                 | 4               | 0               |                    | 1                  | 0                  |             | -           | -           | 20     | 0      |

## Palmarès

### Club

#### Competizioni giovanili
- Coppa Italia Primavera: 1

Roma: 2022-2023

#### Competizioni nazionali
- Campionato italiano di Serie B: 1

Sassuolo: 2024-2025

#### Competizioni internazionali
- UEFA Conference League: 1

Roma: 2021-2022

### Nazionale
- Campionato europeo di calcio Under-19: 1

2023